# Secretaría del Mercosur
La Secretaría del Mercosur es el órgano que proporciona asesoramiento técnico al resto de los órganos del Mercosur. Se estableció en 1994 a través del Protocolo de Ouro Preto. Desde diciembre de 1996 se encuentra permanentemente en Montevideo, Uruguay.

## Actividades
En su concepción original, el cuerpo fue creado sólo como un organismo operativo responsable de la prestación de servicios a los demás órganos del Mercosur. Entre sus tareas se incluyen publicar y difundir las decisiones tomadas en el organismo, organizar  los aspectos logísticos de las reuniones de los órganos del Mercorsur dentro y fuera de su sede, informar periódicamente a los Estados Partes sobre las medidas adoptadas por cada país para incorporar en su ordenamiento jurídico las decisiones adoptadas por los órganos del Mercosur previstos en el artículo 2 del Protocolo de Ouro Preto, como así también tareas indicadas por el Consejo del Mercado Común, el Grupo Mercado Común y la Comisión de Comercio del Mercosur.
También administra el Boletín Oficial del Mercosur.
Desde 2002, la Secretaría está dividida en tres sectores (Asesoría Técnica, Normativa y Documentación y Administración y Apoyo), de acuerdo con la Resolución N° 01/03 GMC del Grupo Mercado Común.